# Bolboschoenus capensis
Bolboschoenus capensis là một loài thực vật có hoa trong họ Cói. Loài này được (Burm.f.) Holub mô tả khoa học đầu tiên năm 1983.